# Норман Інкстер
Норман Інкстер (англ. Norman David Inkster; 19 серпня 1938) — канадський державний діяч, президент Інтерпола у 1992—1994 роках.

## Життєпис
Народився 19 серпня 1938 року у Вінніпезі, штат Манітоба. У 1957 році він приєднався до Королівської канадської поліцейської установи, починаючи свою кар'єру в Реджайні, але пізніше служив по всій Канаді. Отримав ступінь бакалавра мистецтв з відзнакою із соціології в університеті Нью-Брансвік. Де отримав пам'ятну премію Сандри Будович. Після закінчення університету Інкстер повернувся до Оттави.
У 1974 році Інкстер був призначений інспектором Канадської королівської кінної поліції. У 1978 році розпочав командувати Монреальським підрозділом поліції. Через рік він був призначений виконавчим директором уповноваженого поліції, а в 1980 році був призначений на посаду співробітника штабу та Відділу кадрів у Оттаві, а також керівником відділу кадрів. У 1982 році був призначений командуючим відділу Канадської королівської кінної поліції 'A' для північно-східного Онтаріо. Двома роками пізніше Інкстер був призначений помічником комісара та директором з персоналу, а наступного року став заступником комісара з кримінальних операцій. Нарешті, 1 вересня 1987 року Інкстер був призначений комісаром королівської канадської поліції.
Комісар Інкстер зіткнувся з дискусіями про профспілки, створив комітет зовнішнього огляду для розгляду скарг на державному рівні, поліпшення зв'язків із ЗМІ, розширення міжнародних обов'язків поліції з миротворчості та прийняття поліцейської діяльності у сфері громадської діяльності як моделі надання послуг. 
У 1992 році був обраний президентом Міжнародної організації кримінальної поліції (Інтерполом), був членом Канадської та Міжнародної асоціацій начальників поліції, а також був членом Старшого виконавчого комітету, відповідального за загальне правозастосування, боротьбу з незаконним обігом наркотиків, здійснення економічних злочинів, Служби зовнішньої служби та кримінальної розвідки. 
За його каденції у 1992 році Україна стала членом Інтерполу. 
Подав у відставку 24 червня 1994 року.

## Нагороди та відзнаки
- Премія Мира Гузи
- Орден Канади